# العلاقات الباربادوسية الغرينادية
العلاقات الباربادوسية الغرينادية هي العلاقات الثنائية التي تجمع بين باربادوس وغرينادا.

## مقارنة بين البلدين
هذه مقارنة عامة ومرجعية للدولتين:
| وجه المقارنة                                              | باربادوس       | غرينادا                                |
| --------------------------------------------------------- | -------------- | -------------------------------------- |
| المساحة (كم2)                                             | 439            | 348                                    |
| عدد السكان (نسمة)                                         | 285.72 ألف     | 107.83 ألف                             |
| الكثافة السكانية (ن./كم²)                                 | 65.08 ألف      | 30.99 ألف                              |
| العاصمة                                                   | بريدج تاون     | سانت جورجز                             |
| اللغة الرسمية                                             | لغة إنجليزية   | لغة إنجليزية، إنكليزية غرنادة المولدة ‏ |
| العملة                                                    | دولار بربادوسي | دولار شرق الكاريبي                     |
| الناتج المحلي الإجمالي (بليون دولار)                      | 4.80 مليار     | 1.12 مليار                             |
| الناتج المحلي الإجمالي (تعادل القوة الشرائية) بليون دولار | 4.66 مليار     | 1.45 مليار                             |
| الناتج المحلي الإجمالي الاسمي للفرد دولار أمريكي          | 15.43 ألف      | 9.21 ألف                               |
| الناتج المحلي الإجمالي للفرد دولار أمريكي                 | 16.06 ألف      | 12.43 ألف                              |
| مؤشر التنمية البشرية                                      | 0.795          | 0.750                                  |
| رمز المكالمات الدولي                                      | +1246          | +1473                                  |
| رمز الإنترنت                                              | .bb            | .gd                                    |
| المنطقة الزمنية                                           | 00             | 00                                     |

## منظمات دولية مشتركة
يشترك البلدان في عضوية مجموعة من المنظمات الدولية، منها:
| علم المنظمة | اسم المنظمة                                                          | تاريخ انضمام باربادوس | تاريخ انضمام غرينادا |
| ----------- | -------------------------------------------------------------------- | --------------------- | -------------------- |
|             | تحالف الدول الجزرية الصغيرة                                          | ?                     | ?                    |
|             | وكالة حظر الأسلحة النووية في أمريكا اللاتينية ومنطقة البحر الكاريبي ‏ | ?                     | ?                    |
|             | الاتحاد البريدي العالمي                                              | ?                     | ?                    |
|             | يونسكو                                                               | 24 أكتوبر 1968        | 17 فبراير 1975       |
|             | البنك الدولي للإنشاء والتعمير                                        | 12 سبتمبر 1974        | 27 أغسطس 1975        |
|             | منظمة الشرطة الجنائية الدولية                                        | ?                     | ?                    |
|             | الأمم المتحدة                                                        | 9 ديسمبر 1966         | 17 سبتمبر 1974       |
|             | بنك التنمية الكاريبي ‏                                                | ?                     | ?                    |
|             | مجموعة دول أفريقيا والكاريبي والمحيط الهادئ                          | ?                     | ?                    |
|             | مؤسسة التنمية الدولية                                                | 29 سبتمبر 1999        | 28 أغسطس 1975        |
|             | الجماعة الكاريبية                                                    | 1 أغسطس 1973          | 1 مايو 1974          |
|             | منظمة التجارة العالمية                                               | ?                     | ?                    |
|             | وكالة ضمان الاستثمار متعدد الأطراف                                   | 12 أبريل 1988         | 12 أبريل 1988        |
|             | دول الكومنولث                                                        | ?                     | ?                    |
|             | الاتحاد الدولي للاتصالات                                             | 16 أغسطس 1967         | 17 نوفمبر 1981       |
|             | مؤسسة التمويل الدولية                                                | 25 يونيو 1980         | 28 أغسطس 1975        |
|             | منظمة حظر الأسلحة الكيميائية                                         | ?                     | ?                    |
|             | المركز الدولي لتسوية المنازعات الاستشارية                            | 1 ديسمبر 1983         | 23 يونيو 1991        |

## وصلات خارجية
- موقع وزارة الخارجية الباربادوسية